# Gusti Grab
Gusti Grab är ett samhälle i Bosnien och Hercegovina.   Det ligger i entiteten Federationen Bosnien och Hercegovina, i den centrala delen av landet, 40 km nordväst om huvudstaden Sarajevo. Gusti Grab ligger 612 meter över havet och antalet invånare är 293.
Terrängen runt Gusti Grab är kuperad, och sluttar norrut.Runt Gusti Grab är det ganska tätbefolkat, med 93 invånare per kvadratkilometer.. Närmaste större samhälle är Zenica, 14,9 km norr om Gusti Grab. 
I omgivningarna runt Gusti Grab växer i huvudsak lövfällande lövskog.